# IC 2725
IC 2725 је елиптична галаксија у сазвјежђу Лав која се налази на листи објеката дубоког неба у Индекс каталогу.
Деклинација објекта је + 13° 25' 47" а ректасцензија 11h 19m 57,4s. Привидна величина (магнитуда) објекта IC 2725 износи 16,6 а фотографска магнитуда 17,6. IC 2725 је још познат и под ознакама NPM1G +13.0268, PGC 1430824.